# Platysphinx vicaria
Platysphinx vicaria là một loài bướm đêm thuộc họ Sphingidae. Nó được tìm thấy ở Sierra Leone to Nigeria, Cameroon và Cộng hòa Trung Phi.

## Phụ loài
- Platysphinx vicaria vicaria
- Platysphinx vicaria basquini Pierre, 1989 (Gabon)